# Realitat virtual

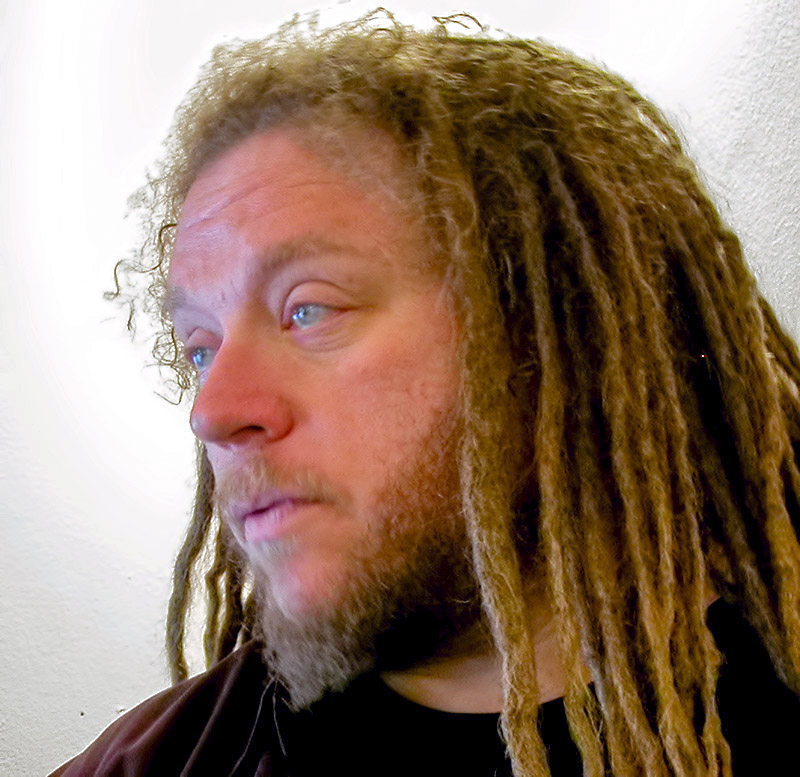
Jaron Lanier, un dels pioners de la Realitat Virtual i fundador de l'empresa VPL Research

La realitat virtual (RV) és la representació de les coses a través de mitjans electrònics. "El terme virtual prové del llatí virtus que significa força, energia o impuls inicial. Així, la virtus no és una il·lusió ni una fantasia. Més aviat és real i activa. És la causa inicial en virtut de la qual l'efecte existeix i allò per la qual cosa la causa segueix estant present virtualment en l'efecte."
Es duu a terme mitjançant una simulació per ordinador que aconsegueix fer la sensació que allò representat és real i en la que sovint es pot interaccionar amb elements que envolten l'usuari.
El terme realitat virtual va ser inventat per Jaron Lanier el 1989. Lanier és considerat pioner en aquest camp, fundant l'empresa VPL Resarch (de l'anglès Virtual Programming Languages) la qual creà alguns dels primers sistemes de RV a la dècada de 1980. El terme realitat artificial ha estat usat des de la dècada de 1970 i el terme ciberespai des de 1984.
Molts entorns de realitat virtual, són principalment experiències visuals, mostrades en una pantalla o mitjançant dispositius per visualitzar imatges en tres dimensions, ulleres espectroscòpiques, que poden incloure informació sensorial addicional, com ara les auditives (so) o la tàctil.
La RV és una de les àrees de recerca que ha tingut un desenvolupament més espectacular al llarg dels últims anys i constitueix un dels elements que més impacte està tenint en la transformació del món modern. Les tecnologies de RV estan permetent avenços importants en activitats com l'automatització del disseny, l'entrenament, la formació, la simulació i visualització de dades científiques, en sectors tan diversos com l'automoció, la medicina i la indústria espacial. Segons els usuaris d'aquestes noves tecnologies, els principals beneficis derivats del seu ús són una millor interpretació de les dades 3D, l'increment en qualitat i volum de la productivitat industrial, la reducció de despeses i la detecció anticipada d'errades en els dissenys.
La RV s'està convertint en una eina fonamental. A les empreses, escoles i universitats, centres d'investigació, etc, ja s'usen programes i aplicacions que utilitzen imatges de síntesi. A més a més, la indústria de l'entreteniment informàtic (els populars videojocs) és una de les que més creix actualment.
El mercat d'AR / VR ja s'ha convertit en un mercat de mil milions de dòlars i es preveu continuar creixent més enllà d'un mercat de $ 120 mil milions en pocs anys.

## Etimologia y definició
El terme virtual prové del llatí virtus que significa força, energia o impuls inicial. Respecte a l'accepció informàtica de “no existent al món físic, però es generat digitalment mitjançant software” té el seu origen al 1959.
Al llarg dels temps s'han succeït les definicions del concepte de realitat virtual. Tanmateix, sempre han tingut alguna mancança important, ja que eren lligades a tecnologies del moment que un cop superades, feien caducs també els seus intents de definició. Fent aquesta consideració, Narcís Parés i Roc Parés estableixen una definició integradora i actualitzada i conclouen que la realitat virtual és "la Interacció amb estímuls digitals generats en temps real".

## Principis de la realitat virtual

### Components principals
La realitat virtual comprèn dos elements principals: l'entorn de l'usuari i l'entorn virtual. Mentre l'usuari interactua amb el sistema de realitat virtual, els dos entorns es comuniquen i intercanvien informació a través d'una barrera anomenada interfície. La interfície pot considerar-se com un traductor entre l'usuari i el sistema de realitat virtual. Quan l'usuari aplica accions d'entrada (per exemple, moviment, generació de força, veu, etc.), la interfície tradueix aquestes accions en senyals digitals, que poden ser processades i interpretades pel sistema. D'altra banda, les reaccions calculades del sistema també es tradueixen per la interfície en quantitats físiques, que l'usuari pot percebre mitjançant l'ús de diferents tecnologies de pantalla i actuador (per exemple, imatges, sons, olors, etc.). Finalment, l'usuari interpreta aquesta informació i reacciona al sistema en conseqüència.

### Importància de la multimodalitat
En les aplicacions de realitat virtual, l'intercanvi de diferents quantitats físiques entre l'usuari i l'entorn virtual es produeix a través de diferents canals o modalitats. Tals modalitats poden ser so, visió o tacte. La comunicació amb múltiples modalitats es diu interacció multimodal. La interacció multimodal permet que diversos tipus de modalitats s'intercanviïn simultàniament entre l'usuari i l'entorn virtual. L'objectiu de l'aplicació de la interacció multimodal és proporcionar una imatge completa i realista de la situació, per a proporcionar informació redundant, per exemple, per raons de seguretat, i per a augmentar la qualitat de la presència.

## Antecedents
La realitat virtual té els seus orígens en l'estereoscopi, un invent desenvolupat per Charles Wheastone, que produïa una sensació de tridimensionalitat, al mostrar per separat,a cada ull, dues imatges, des de dos punts de vista diferents, que ordenadas pel cervell produïen aquest efecte, així mateix aquest aparell comptava amb l'ajuda de quatre miralls que desviaven la captació de l'ull. L’any 1891, Louis Ducos du Hauron va treballar en les imatges en profunditat, sobreposant-ne dos de diferent color i visualitzant-les amb unes lents que permetien crear aquesta il·lusió. Aquest fenomen, anomenat anàglif, és el mateix que utilitzen els cinemes 3D i es fonamenta en la síntesi de visió binocular. Aquest mateix any, Thomas Alva Edison i Laurie Dickson, basant-se en un disseny de Eadweard Muybridge, van inventar el Quinetoscopi, un aparell que, mitjançant un visor, mostrava a l'espectador un conjunt d'imatges reproduïdes en bucle; tot i això, i probablement a causa de l'aparició del cinema, no va tenir la suficient acollida entre el públic. A principis del segle xx, Louis Lumière, un dels pioners del cinema, va idear el Fotorama, que permetia realitzar i projectar fotografies a 360 graus. Al llarg dels anys següents, alguns d’aquests descobriments van ser utilitzats de forma esporàdica, com en el cas del Blue Box (1929) un simulador de vol desenvolupatper Edward A. Link.

## Història

### Abans dels 50s
La pintura panoràmica, popularitzada al segle XIX, va introduir una nova forma d'interacció amb les imatges que va anticipar l'experiència immersiva pròpia de la realitat virtual. A diferència de les vistes aèries tradicionals, la qual cosa destacava en la panoràmica era la implicació activa de l'espectador, qui es veia envoltat per un paisatge pintat a 360 graus. Aquesta idea es va veure influïda per l'ascens de l'aeronàutica, ja que tant els globus aerostàtics com les panoràmiques oferia vistes immenses des d'una perspectiva central, abolint els límits del marc tradicional de la imatge. Ambdues tecnologies, malgrat les seves diferències, van ensenyar al públic a experimentar la representació visual de manera més subjectiva i immersiva, creant una consciència de les limitacions i possibilitats de la visió humana, una experiència que anticipa l'ús de la realitat virtual.
Tot i això, no es pot determinar amb exactitud l’any en el que s’origina la realitat virtual, segurament, atès que suposa la formulació d’una definició concepte d'una existència alternativa. Diferents dels elements que han permès la configuració del que avui en dia entenem com a realitat virtual apareixen a la dècada del 1860; de fet, Antonin Artaud, dramaturg avantguardista,  va concloure que la il·lusió no era diferent de la realitat, afirmant que els espectadors d’una obra teatral haurien d’ignorar la seva incredulitat i concebre l'obra teatral com realitat. Les primeres referències al que coneixem com a realitat virtual provenen de la ciència-ficció. En el relat de 1935 “Pygmalion's Spectacles”, de Stanley G. Weinbaum, es descriu un sistema de realitat virtual basat en ulleres i un dispositiu hologràfic de gravació d'experiències i sensacions fictícies, incloent olfacte i tacte.

### 1950 - 1970
L’època dels 50s-70s marca el punt de partida del desenvolupament d’aplicacions basades en la realitat virtual, car que comencen a aparèixer els primers avenços en aquesta àrea; tot i que no és fins als anys 80 on s’introdueix, per primer cop, el terme “realitat virtual”. L’any 1961 veu la llum el primer casc de realitat virtual, de la mà de Corneau i Bryan. Aquest funcionava gràcies a un sistema de sensors magnètics i ja incorporava molts dels elements inclosos dins del que avui coneixem com a realitat virtual: aïllament, llibertat de perspectiva i una experiència sensorial immersiva.Un any més tard, en el 1962,, Morton Heilig presenta el Sensorama, un ambiciós reproductor de contingut audiovisual i emissor d’olors, on l'usuari hi encaixava el cap per viure una experiència tridimensional. Fou un dispositiu mecànic, anterior a la electrònica digital.

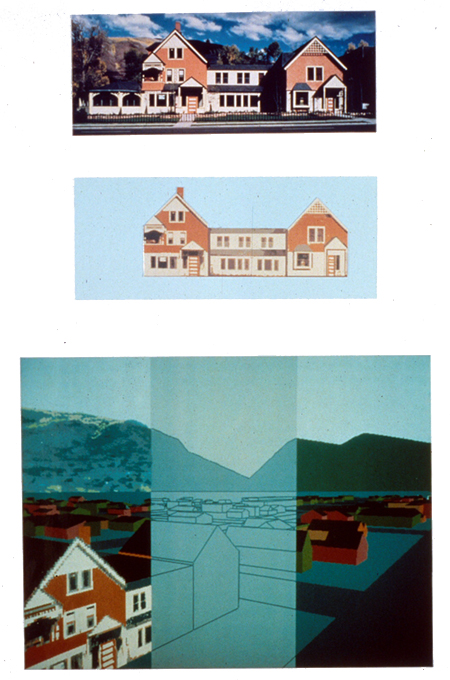
Creació del Aspen Movie Map

L’any 1965, Ivan Shuterland, en el seu article “The Ultimate Display”, estableix les bases d'un sistema multisensorial basat en un ordinador. Així mateix, l’any 1968, amb l'ajuda d’un dels seus estudiants, Bob Sproull, aplica de forma pràctica els coneixements exposats en el seu article i crea el que es considera com un dels primers cascs de realitat virtual o head-mounted display (HMD) per a ser utilitzat en simulacions immersives. Era primitiu, tant en termes d'interfície d'usuari com de realisme. El casc que l'usuari duia era tant gran que necessitava ser suspès del sostre. Els gràfics que dibuixaven l'entorn virtual, on es trobava l'usuari, consistien en simples habitacions renderitzades a partir del algorisme wireframe. El dispositiu fou anomenat The Sword of Damocles.
L’any 1966, Thomas Furness, considerat l’avi de la realitat virtual, marca els primers passos en el desenvolupament de la tecnologia sobre la qual es construeixen els simuladors de vol moderns.
L’any 1972, General Electric construeix un simulador que es tradueix en tres pantalles col·locades al llarg d'un angle de 180°, això permet als pilots sentir una immersió completa.
L’any 1977, entre l'aparició de la hipermèdia i els sistemes de realitat virtual, el MIT desenvolupa el Aspen Movie Map. El programa consistia en una simulació virtual rudimentària de la ciutat d'Aspen als Estats Units, en el qual els usuaris podien recórrer els carrers en tres modes diferents: estiu, hivern i polígons. Els dos primers es basaven en fotografies que captades pels investigadors i realitzadors del projecte en les dues estacions de l'any; i, el tercer, era un model en tres dimensions de la ciutat. Es podria considerar un antecedent de l'actual Google Street View. El mateix any, es crea un dels instruments més importants de la realitat virtual, els guants, que entren a escena per primera vegada de la mà del departament “Electronic Visualization Laboratory” de la Universitat d'Illnois, i incloïen sensors capaços de detectar la posició i flexió dels dits humans.

### 1980 - 2000

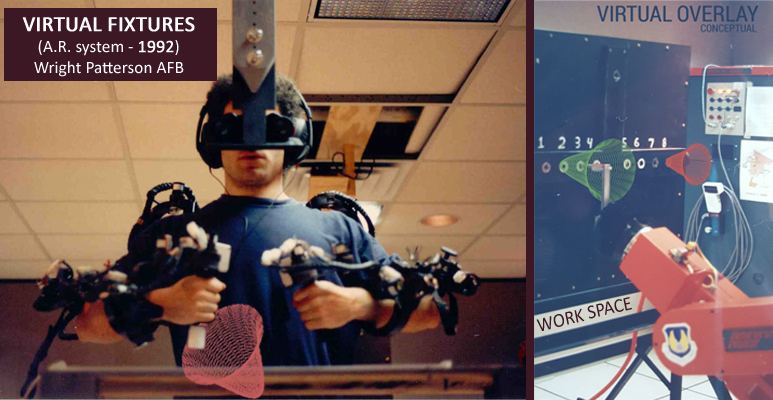
El Virtual Fixtures, primer sistema de realitat virtual augmentada, al U.S. Air Force Armstrong Labs, 1992.

És en l'època dels 80s on s’empra per primera vegada el terme Realitat Virtual, així mateix és en aquesta etapa on es produeixen els avenços més importants, gràcies a les millores produïdes en l’àmbit de la informàtica, en termes de processament i gràfics, així com l’abaratiment dels ordinadors i la conseqüent popularització d’aquests. L’any 1982, Atari funda un laboratori d'investigació en realitat virtual però aquest es tanquen al cap de dos anys a causa de la primera crisi del videojoc. Tot i així, els empleats que hi treballaven, com Tom Zimmerman, Scott Fisher, Jaron Lanier i Brenda Laurel continuen amb la seva recerca i desenvolupament en el camp de la realitat virtual.
L’any 1987 es comença a emprar, per primera vegada, el concepte de Realitat Virtual, quan Jaron Lanier funda el Visual Programming Laboratory Research, a San Francisco. Aquesta compañía ha desenvolupat múltiples dispositius de realitat virtual com el Data Glove, el Eye Phone o la Audio Sphere. El Data Glove fou venut a l'empresa Mattel, que el va introduir al mercat, marcant el precedent dels dispositius de realitat virtual amb finalitats comercials.
L’any 1989, la NASA s’adentra en el món de la Realitat Virtual amb el projecte VIEW (Virtual Interface Environment Workstation). Un simulador basat en la realitat virtual que té com a objectiu entrenar als astronautes. Aquest es reconegut com un exemple de la Realitat Virtual moderna. El mateix any, l'empresa Fakespace System Inc. crea el dispositiu BOOM (Binocular Omni-Orientation Monitor) on l’usuari observa el món virtual gràcies a un sistema de visió estreoscòpica; i a través de binocles. Aquesta època es tanca amb l’aparició de la primera companyia de software virtual, Sense8.
Els anys 90 inicien amb la creació, l’any 1991, de la primera habitació cúbica d’immersió anomenada The Cave, de la mà de Carolina Cruz-Neira, Daniel J. Sandin i Thomas A. DeFanti del Electronic Visualization Laboratory. Aquesta es desenvolupa a partir de la tesi doctoral de Cruz-Neira i es tractava d'un entorn multi-projectat, que permetia als usuaris veure els seus propis cossos en relació amb els altres en l'habitació.
El mateix any, es produeix el primer llançament comercial de cascs o visors de realitat virtual per a consumidors casuals, de la mà de Sega. L'empresa anuncia el casc Sega VR per jocs de màquines recreatives, així com la consola Mega Drive. Utilitzava pantalles LCD al visor, auriculars estèreo i sensors d'inèrcia que permetien al sistema rebre informació sobre el moviment del cap de l'usuari.Així mateix, s’introdueix al mercat Virtuality, que esdevé el primer casc en xarxa i multijugador de realitat virtual produït en massa. Va llençar-se en molts països incloent un saló recreatiu dedicat exclusivament a la realitat virtual, situat al Embarcadero Center a San Francisco. El cost de cada màquina podia arribar als 73.000 $ i oferien cascs i guants. Fruit d’aquests esdeveniment, la Computer Gaming World va predir “realitat virtual assequible al 1994. Finalment, aquest mateix any, Antonio Medina, graduat al MIT i a científic a la NASA, dissenya un sistema de realitat virtual per conduir Mars Rovers des de la Terra gairebé a temps real.
Un any més tard, al 1992, l'investigador Louis Rosenberg crea el sistema Virtual Fixtures al U.S. Air Force Armstrong Labs utilitzant un exoesquelet complet de la cintura al cap, permetent un entorn virtual, en tres dimensions, molt realista. El sistema permetia la superposició de objectes reals, a partir de la visió directa del usuari, amb objectes virtuals, creant així la primera experiència de realitat augmentada que incloïa visió, so i tacte.
L’any 1994, Sega llança al mercat la Sega VR-1, una màquina recreativa simuladora de moviment als salons de SegaWorld. Podia seguir el moviment del cap i incloïa gràfics poligonals en tres dimensions estereoscòpiques, utilitzant el sistema de Sega Model 1. Aquest mateix any, Apple llança QuickTime VR, que tot i utilitzar el terme realitat virtual, no era capaç de representar-la, però sí mostrava fotografies panoràmiques de 360°.
L’any 1995 Nintendo llança al mercat la Virtual Boy, en línia amb altres companyies de videojocs. Al mateix any, un grup de Seattle crea demostracions públiques d'un sistema semblant al CAVE anomenat Virtual Enviroment Theater, creat per Chet Dagit i Bob Jacobson. Forte Technologies introdueix el VFX1, un casc de realitat virtual que funcionava a partir d'un ordinador i que podia executar videojocs com Descent, Star Wars: Dark Forces, System Shock o el reconegut Quake.
L’any 1997, la Geogrgia Tech i Emory University col·laboren en l’ús de la realitat virtual pel tractament del símptoma post-traumàtic en veterans, mitjançant una exposició controlada als esdeveniments traumàtics.
L’any 1999, l'emprenedor Philip Rosedale funda el Linden Lab, un laboratori d'investigació amb la missió de desenvolupar maquinari de realitat virtual. Al principi la companyia lluita per produir una versió comercial de "The Rig", que es va materialitzar, en forma de prototip, en un aparell d'acer bastant feixuc en el seu ús amb diversos monitors d'ordinador que els usuaris podien portar a les espatlles. El concepte es va adaptar més endavant en el món virtual en tres dimensions Second Life, que permetia a qualsevol usuari crear-se un avatar i navegar interactuant amb altres personatges.

### 2000 - 2015
Els anys 2000 suposen l’assentament i evolució de la realitat virtual. L’any 2001, SAS3 or SAS Cube es converteixen el primer entorn amb sistema CAVE basat en un ordinador personal, desenvolupat per Z-A Production (Maurice Benayoun, David Nahon, Barco, Clarté) i instal·lat aLaval, França.
L’any 2007, Google llança Street View un servei que mostra vistes panoràmiques de diferents llocs arreu del món, com carreteres i carrers, edificis interiors i zones rurals. També presenta un mode tres dimensions estereoscòpic, introduït l’any 2010.

L’any 2010, Palmer Luckey dissenya el primer prototip de Oculus Rift. Aquest prototip, construït sobre una carcassa d'un altre casc de realitat virtual, només va ser capaç de fer un seguiment rotatori del moviment del cap de l'usuari. No obstant, comptava amb un camp de visió de 90 graus mai vist en etapes anteriors. Aquest disseny inicial servirà posteriorment com a base per a dissenys posteriors.

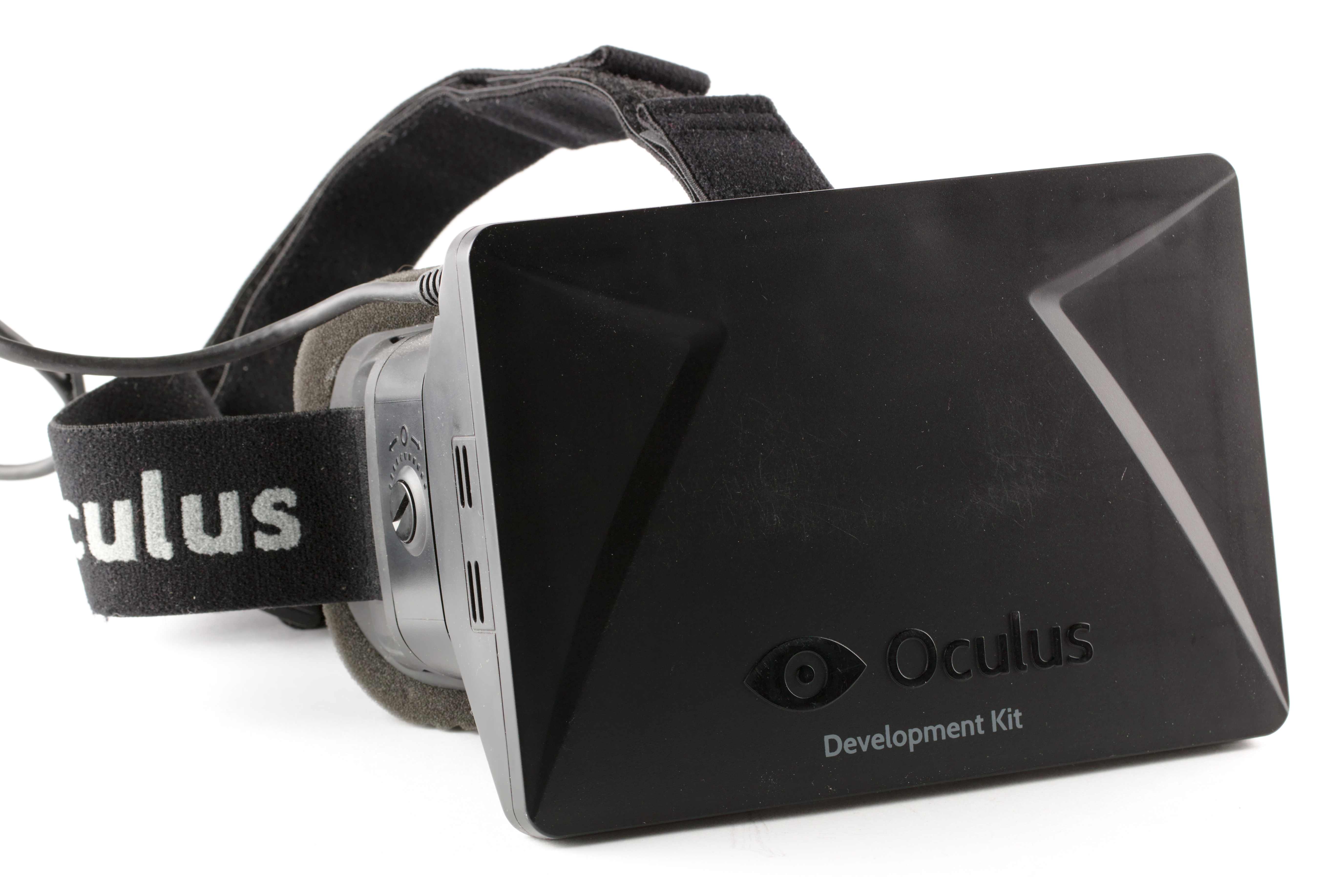
Una versió de desenvolupador del Oculus Rift de Oculus VR al 2013, una companyia adquirida per Facebook per 2.000 milions de dòlars.

L'any 2013, la companyia Valve descobreix i comparteix, lliurement, l'avenç de les pantalles de baixa persistència, que van fer possible una visualització sense lag i molt més polida i clara. Això va ser adoptat per Oculus i en tots els seus cascs o visors.
A principis de l’any 2014, Valve anuncia el prototip del SteamSight, el precursor dels cascs que després es llançaran l’any 2016. Compartia moltes característiques amb els cascs que ja es distribuïen en el mercat de consum, com pantalles separades de resolució 1K per cada ull, persistència baixa, detecció i seguiment de posició en grans espais i lents de Fresnel.
Al març de 2014, Facebook adquireix Oculus VR per 2.000 milions de dòlars. En aquest mateix mes, Sony anuncia Project Morpheus (nom en clau per a PlayStation VR), un casc/visor de realitat virtual per a la consola de videojocs PlayStation 4.
Finalment, l’any 2015, es finança amb èxit la campanya de Kickstarter per Gloveone, un parell de guants que proporcionen seguiment de moviment i retroalimentació tàctil, amb més de 150.000 dòlars en contribucions.

### 2015 - 2020
Els anys posteriors a 2015 suposen el boom de la Realitat Virtual, ja que és el període en el que es llancen al mercat els productes creats fent ús de les tecnologies de realitat virtual. L’any 2016, es comptabilitzen un mínim de 230 empreses que desenvolupaven productes relacionats amb la realitat virtual. Per la seva banda, Facebook té 400 empleats centrats en el desenvolupament de realitat virtual, així mateix Google, Apple, Amazon, Microsoft, Sony i Samsung dediquen grups de treball a la realitat virtual i la realitat augmentada.
La majoría de visors o cascs llançats durant aquest any incorporen audio binaural dinàmic o audio 3F. A nivell de interfícies tàctils, aquestes no s’aconsegueixen desenvolupar adequadament i la majoria ha d’incorporar comandaments operats per botons. Visualment, les pantalles encara son d'una resolució i una velocitat de fotogrames prou baixes, el que perjudica que les imatges puguin ser identificades com a virtuals. El 5 d'abril de 2016, HTC va enviar les seves primeres unitats del casc HTC VIVE SteamVR. Això marca el primer llançament comercial d'un sistema de realitat virtual amb seguiment de posició basat en sensor, permetent el lliure desplaçament dels usuaris dins d'un espai definit.
A principis de l’any 2017, una patent presentada per Sony filtra que s’està desenvolupament una tecnologia de seguiment de posició similar al VIVE per PlayStation VR, amb potencial per al desenvolupament d'un casc sense fils.
L’any 2018, Oculus ensenya un nou prototip de HMD anomenat “half dome”. Aquest casc utilitza lents varifocals i permet obtenir una visió a 140º. Aquest mateix any, s’introduexen les Oculus Go i les oculus Quest, dos exemples d’aplicacions de realitat virtual que no requereixen de dispositius mòbils ni ordinadors per funcionar.
A partir de l’any 2019, la Realitat Virtual comença a canviar de forma dràstica. El cost dels cascs ha disminuït considerablement i el hardaware dels ordinadors és capaç d’executar aquestes aplicacions basades de forma més eficient. Grans companyies, com Apple, estan treballant en projectes de realitat virtual mixta. S’espera, així mateix, un creixement d’aquest àmbit, sobretot en l’àrea del retail, i gràcies a l'aplicació d'altres tecnologies com la Intel·ligència Artificial i el Machine Learning, en el desenvolupament de les aplicacions basades en Realitat Virtual.

### 2021 - actualitat
El futur de la realitat virtual, actualment es troba a les mans de Meta (anteriorment Facebook). El Metavers de Meta representa un futur prometedor per a la realitat virtual, amb aplicacions que van més enllà de l'entreteniment. En l'àmbit de la salut, la telesanitat es beneficiarà dels accessoris de realitat virtual i augmentada, millorant l'eficàcia dels tractaments.En l'educació, el Metavers té el potencial de transformar la universitat tradicional en una "metaversitat", aprofitant la intel·ligència artificial generativa per oferir experiències d'aprenentatge més immersives i personalitzades.Aquesta tecnologia també obre noves oportunitats educatives per als joves, tot i que els experts adverteixen que cal abordar els possibles riscos associats.

## Tecnologia

### Principis de funcionament
La realitat virtual està formada per la unió de dos elements bàsics: l'entorn de l'usuari i l'entorn virtual. Per tal que aquests dos entorns es comuniquin, una interfície s'encarrega de l'intercanvi d'informació. Aquesta interfície és l'encarregada de traduir estímuls físics (com moviments, sons o imatges) a senyals digitals. Per altra banda, també s'encarrega de convertir les respostes digitals a senyals físiques que l'usuari percep mitjançant diferents tecnologies (com ulleres, cascs, guants, etc.).
Els dispositius actuals de realitat virtual estan basats en la tecnologia desenvolupada originalment per als smartphones (giroscopis, sensors, de moviment, càmeres, etc.). Al 2012 va aparèixer al mercat el primer dispositiu d'ullera de realitat virtual de l'empresa Oculus Rift.
A partir d'aquí, les possibilitat de la realitat virtual es van anar ampliant progressivament, junt amb els mecanismes d'interacció amb el mon virtual. Aquests ja inclouen tot tipus de dispositius, com guants, controladors de moviment o sensors de seguiment òptic.

### Tipus de realitat virtual
La realitat virtual es pot produir a través de diferents mètodes, els principals dels quals son:
- Simuladors. La simulació per ordenador modelitza sistemes, reals o hipotètics, de tal manera que l'usuari pugui tenir una experiència els més similar possible a la realitat. Aquests sistemes permeten preveure i entrenar la resposta davant de diferents situacions. Són molt utilitzats en alguns camps, des de l'aviació fins a la medicina.[49]
- Avatars. Els avatars permeten als usuaris unir-se a un entorn virtual. Els avatars poden ser predissenyats o bé es poden realitzar a partir d'imatges reals de l'usuari enregistrades a través de la càmera. Els avatars permeten la interacció entre usuaris, que poden crear el seu personatge (real o fictici) i a partir d'aquí unir-se a un entorn amb altres usuaris reals.[50]
- Projecció d'imatges reals. Consisteix en realitzar models i gràfics a partir d'imatges reals en tres dimensions.[51]
- Per ordinador. Consisteix en mostrar un entorn tridimensional a través de la pantalla de l'ordinador sense cap altre tipus d'accessori extern. No ofereix una experiència immersiva i es limita a recrear un entorn virtual sense visió perifèrica.
- Immersió en entorns virtual. Aquesta és l'experiència de realitat virtual més completa. Requereix d'una interfície que permet comunicar l'usuari amb l'entorn virtual i interactuar amb ell a través de sensacions físiques (moviment, sons, o imatges entre altres). L'usuari utilitza unes ulleres de realitat virtual que projecten les imatges controlades per l'ordinador.[52]

## Usos

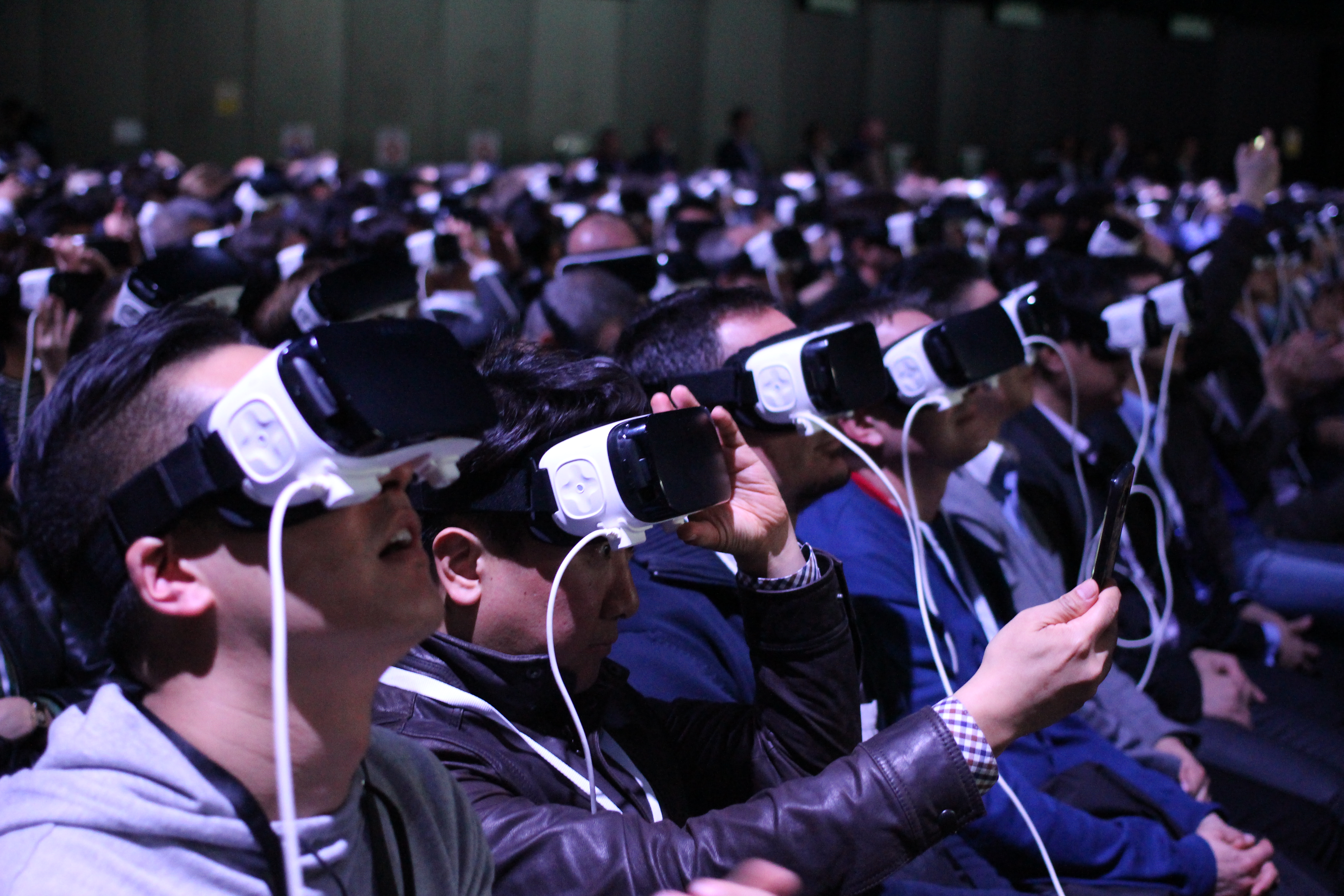
Conferència de Samsung en Realitat Virtual

### Educació i formació militar
La realitat virtual ha esdevingut una eina molt comuna en el sector educatiu i d'entrenament perquè permet que els instructors i/o professors col·loquin els aprenents en un entorn virtual on poder desenvolupar les seves habilitats evitant el risc que s'assumiria en el món real. Thomas A. Furness III fou un dels primers en introduir l'ús de la RV en l'entrenament militar l'any 1982 quan va presentar, a les Forces Aèries, el seu primer model d'aviació virtual anomenat Visually Coupled Airbone Systems Simulator (VCASS). De fet, mentre just començava amb el projecte del VCASS, les aeronaus s'estaven tornant significativament complicades de fer servir, de manera que la realitat virtual va introduir una nova modalitat d'entrenament més segura i econòmica. A mesura que el projecte avançava, Furness intentà incorporar els coneixements que tenia sobre el processament d'imatges i sons de l'home en una interfície intel·ligent que fos més intuitiva. En una segona fase del projecte, es va aconseguir incorporar gràfics d'alta resolució i pantalles de resposta ràpida que tornaren l'experiència en quelcom més natural. És per tot aquest projecte que es considera Thomas A. Furness III com un dels màxims exponents dels inicis d'aquesta tecnologia.
Entrant una mica més en l'àmbit militar, la RV té un paper molt important en els entrenament inicials a l'exèrcit. Aquesta permet als reclutes entrenar en condicions segures on se'ls planteja diferents situacions de combat simulades. Quant a combat terrestre, s'utilitza un sistema immersiu que inclou un visor virtual, vestits intel·ligents, guants amb sensors i armes recreades per ser usades en realitat virtual. Tot aquests sistemes permeten que els soldats s'entrenin per una gran varietat de situacions, terrenys i escenaris impossibles de recrear en un entrenament real.
La RV també s'utilitza de manera freqüent en les Forces Aèries, on s'entrenen pilots professionals. El simulador es sol situar a sobre d'un seient hidràulic que recrea els moviments segons els moviments del pilot i l'entorn simulat que el rodeja. De fet, nombrosos simuladors permeten un gir total en totes direccions i fins i tot vibracions que recreen els cops, girs o accidents que pateixi la nau. L'eix principal i l'objectiu amb què es promouen aquest tipus d'entrenaments són reduir el temps que tarda un pilot a estar preparat pel combat, la seguretat i l'àmbit econòmic.De la mateixa manera, els simuladors de conducció virtual es fan servir per formar conductors de tancs i inculcar-los les nocions bàsiques abans d'entrar en contacte amb el vehicle real.Finalment, aquests sistemes també s'utilitzen en sectors més socials com la conducció de tractors. Per exemple, a Bèlgica els bombers són entrenats a conduir d'una manera que minimitzi el risc de conducció a través de la RV. En un futur, s'esperen projectes similars per a formar a tots els conductors de vehicles de prioritat, incloent la policia.
El personal mèdic també utilitza els sistemes de RV per a preparar-se i tractar un gran ventall de malalties i lesions.De fet, es va dur a terme un experiment amb setze cirurgians dels quals vuit operaren a través d'un sistema de realitat virtual. En una part de l'operació aquests últims van resultar ser un 29% més ràpids que el grup que actuava tradicionalment. Finalment, vegem dos dels usos més comuns de la realitat virtual en el camp mèdic son:
- Simuladors per a formació mèdica:permeten formar futurs professionals en la medicina, recreant situacions que hauran d'afrontar en la seva vida professional, però sense el risc de tractar amb un pacient real. Per això, a més de recrear un entorn visual, han de poder reproduir sensacions tàctils.[59]

- Tractament de fòbies: l'ús de la realitat virtual pot ser útil en el tractament de fòbies, ja que exposa al pacient ena unes condicions irreals a allò que li produeix por, i permet regular la intensitat de la situació progressivament perquè es vagi pal·liant el trastorn a poc a poc.[60]

Així doncs, al observar els avantatges que aportava la RV en àmbits vinculats al desenvolupament professional, neix un nou enfocament en l’aprenentatge i, de la seva mà, programes a l'abast de moltes escoles i universitats, de manera que amb el pas del temps ha esdevingut una eina comuna dins del sector educatiu, amb un gran potencial, gràcies a la universalització dels dispositius digitals mòbils que n’ha facilitat l’accés a tot els públics. Així, les institucions acadèmiques, en els diferents nivells educatius, han vist en la realitat virtual el vehicle perfecte per aproximar als estudiants a àmbits o entorns als quals no tindrien accés d’una altra forma, ja que aquesta permet l’assoliment dels objectius mitjançant la practicitat, i així l’aprenentatge que es produeix és significatiu, portant a l'estudiant a construir coneixement a partir d'experiències amb models virtuals. El fet de poder traslladar-se a aquests llocs facilita l’aprenentatge i millora la comprensió de diferents temes i disciplines, mitjançant una participació activa.
Una de les aplicacions més comunes de la RV, dins de l'entorn educatiu, és la gamificació, que és mètode d’aprenentatge que utilitza els recursos dels jocs en l'entorn educatiu, amb l’objectiu d’obtenir un millor rendiment i resultats.
La incorporació de la RV dins de l’aula comporta una serie de beneficis, tant a nivell d’estudiant com d’institució. Per una banda, la RV, segons diferents estudis, fa més curta la corba d’aprenentatge, evitant la necessitat de repetició, car que hi ha una major retenció dels coneixements; incrementa l'interès dels estudiants i la motivació, millorant el seu rendiment i disminuint les taxes d’abandonament, ja que proporciona formes alternatives d’aprenentatge; facilita l’aprenentatge constructivista; i possibilita la col·laboració entre estudiants més enllà de l'espai físic. Així mateix, practicar dins d’entorn virtuals redueix, a llarg termini, l'error situacions reals. Per una altra banda, la utilització d’eines de RV ajuda a reduir les despeses d’infraestructura que assumeix la institució.
Fruit d’aquests beneficis, al llarg dels últims anys, diferents institucions acadèmiques han anat incorporant dins dels seus plans formatius eines construïdes sobre la base de la tecnologia, alguns exemples son:
- Anatomyou: aplicació immersiva que permet aprendre l’anatomia humana.
- KingTut: aplicació que et transporta al moment concret en el que va succeir un esdeveniment históric.
- UNIMERSIV: és l'aplicació més àmplia de realitat virtual que incideix en diferents temes com historia o anatomia.
- Laboratori virtual d’Experiència Electrònica: projecte que crea un entorn virtual basat en models reals, per permetre la experimentació d’activitats virtuals relacionades amb circuits elèctrics.
- Simulador de components de hardware TI: permet submergir-se, interactuar i navegar com si l'estudiant estigues dins d’un ordinador.
- Simulador d’immersió i interactiu per informàtica: permet a l'estudiant explorar un entorn tridimensional, amb l’objectiu principal d’aprendre algoritmes d’escalat de disc.
- Simulador de gestió de memòria principal. SigemVR: permet simular les principals tècniques de gestió de la memòria RAM utilitzades per diferents sistems operatius. Tanmateix, hi ha certes limitacions, ja que en nombroses ocasions certes persones rebutgen el sistema o, en el cas que pateixin alguna malaltia o desordre, poden a arribar a confondre realitat i món virtual i desembocar amb actituds agressives i, per tant, perilloses. Així mateix, existeix un impacte econòmic que en moltes ocasions també en dificulta la seva implantació.

### Entreteniment
L'entreteniment es basa, en molts casos, en l'alienació de la realitat per posar la nostra atenció en una altra tasca o situació. La realitat virtual permet augmentar aquesta característica exponencialment, ja que aporta una capacitat immersiva molt gran aplicable a contingut multimèdia, ja siguin videojocs, pel·lícules, series i experiències com escape rooms. En definitiva la sensació de realitat és molt més gran que visionant el contingut a través d'una pantalla. Això ja s'ha aplicat en diversos àmbits com ara els esports (futbol, bàsquet, futbol americà...) o el món de la música (concerts i actes musicals).

### Arquitectura i disseny
La realitat virtual permet, en aquest camp, pre-visualitzar (d'una manera molt semblant a com es veuria estant en una ubicació determinada) projectes abans de ser executats, per poder detectar possibles errors, millores, interactuar amb l'entorn etc. D'aquesta manera es poden perfeccionar els dissenys o plantejar opcions innovadores o arriscades per valorar de forma més acurada si seguir endavant o no amb la construcció. Hi ha múltiples empreses, com per exemple “VisuArtech” que es dediquen a aquest camp. A més, la Realitat Virtual aporta a l'enginyer un sentit correcte de la proporció i escala de l'edifici i permet mostrar-li al client una pre-visualització en qualsevol moment de la construcció sense la necessitat de construir una maqueta.

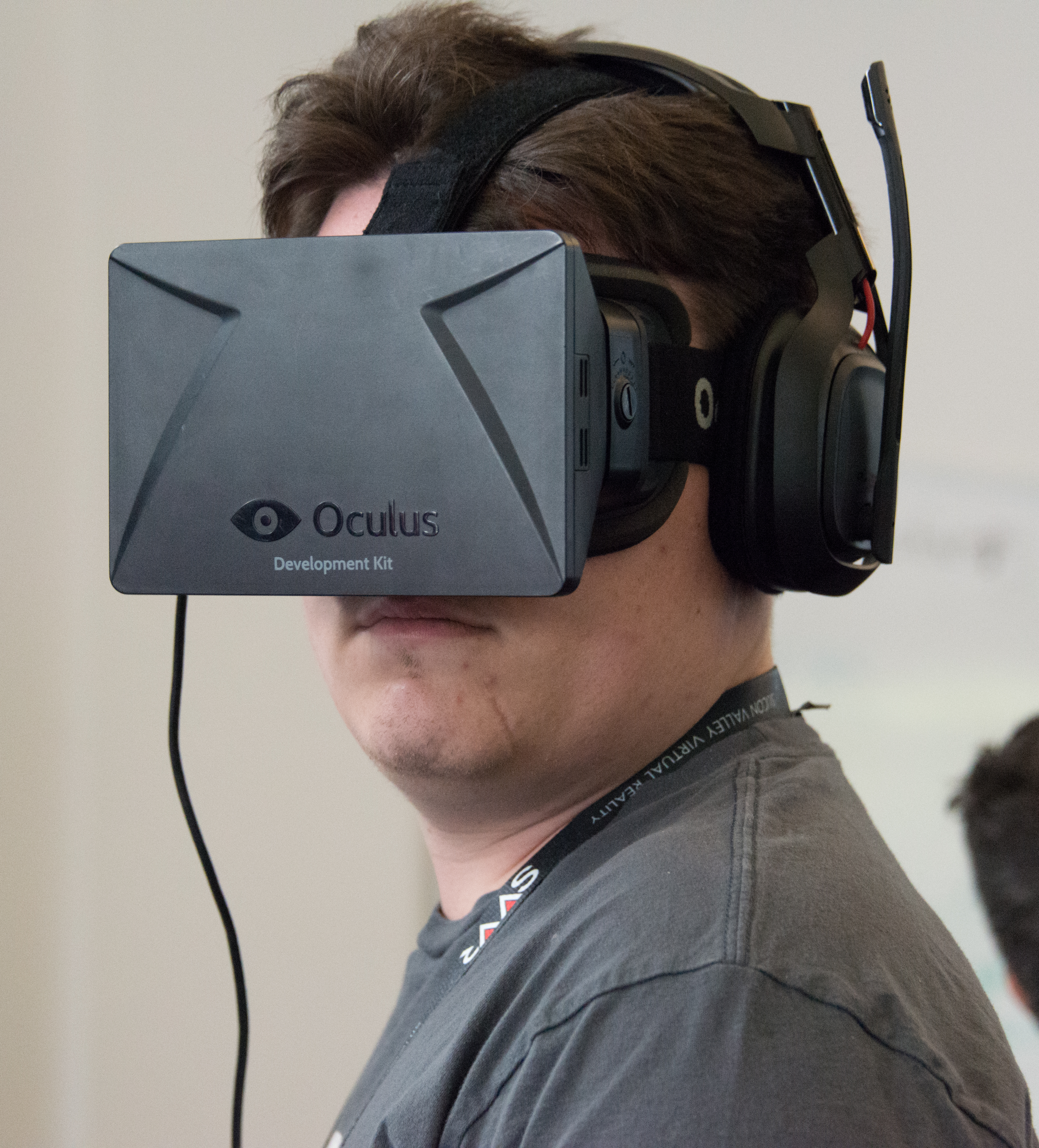
Persona utilitzant les ulleres de realitat virtual "Oculus Rift"

### Sèries
Actualment, tant la realitat virtual com el vídeo 360° són les dues opcions més properes per tal d'aconseguir una experiència immersiva completa. Tot i això, aquests formats suposen un alt cost de producció, a mésque el públic objectiu és reduït. La dificultat de produir una sèrie íntegrament en realitat virtual és molt alta. A més, els espectadors haurien de canviar els seus hàbits de consum, referent a la durada dels capítols i el temps d'exposició davant de la pantalla. Tot i que l'aposta per aquests formats és clara, encara trigarà a instaurar-se.
Com és el cas dels videojocs, s'espera l'aparició de nous tipus de continguts, i no l'adaptació dels continguts ja coneguts. En molts casos, seran expansions d'aquests. En els últims anys han aparegut sèries transmèdia en què s'ha apostat per la realitat virtual, encara que en una fase experimental.
Actualment, ja hi ha produccions que ofereixen contingut en aquest format. És l'exemple de la sèrie El ministerio del tiempo, en la qual Radiotelevisión Española va apostar per aquests tipus de contingut. Un capítol desconnectat de la sèrie va ser produït per tal de ser visualitzat al dispositiu mòbil, amb ulleres de realitat virtual o sense. Per poder veure aquest capítol, anomenat "El tiempo en tus manos", és necessària la descàrrega d'una aplicació mòbil (Ministerio VR). Es tracta d'un episodi de 10 minuts en què es pot realitzar un examen per entrar al ministeri o caminar pel mateix ministeri fictici de la sèrie. S'ha considerat el primer capítol en realitat virtual d'una sèrie televisiva.
Un altre exemple és la sèrie Halcyon, produïda per Syfy. En aquest cas, el contingut serial és combinat amb el contingut de realitat virtual. Aquesta sèrie està conformada per 10 capítols de 5 minuts visionats de manera normal i 5 capítols més en els que es pot interaccionar mitjançant unes ulleres Oculus Rift o unes Samsung Gear VR. En aquesta sèrie, a diferència de la sèrie de RTVE, l'espectador té un paper principal a la sèrie. Si no se superen els episodis en realitat virtual, no es pot avançar la narratia. En aquest cas, l'experiència immersiva és completa, ja que l'espectador és un personatge més de la sèrie. Apareix el dubte de si es pot considerar una sèrie o un videojoc, ja que les fronteres de l'audiovisual interactiu cada vegada són més difuses

### Robòtica
En robòtica, la realitat virtual ha estat utilitzada per controlar robots en sistemes telepresència i telerobotica. La tecnologia és útil en el desenvolupament de la robòtica, a més de ser-ho en experiments que investiguen com els robots—a través d'articulacions virtuals—poden ser aplicats com una interfície humana intuïtiva. Tanmateix, els investigadors poden simular com els robots poden ser controlats en entorns diferents, com a l'espai. Aquí, la realitat virtual no només ofereix informació sobre la manipulació i locomoció de la tecnologia robòtica, també mostra oportunitats d'inspecció.

### Videojocs
Actualment, la realitat virtual està provocant una evolució dins del món dels videojocs. Ja són diverses les ulleres de realitat virtual dedicades a aquest sector, de les quals es poden destacar tres;  
- HTC Vive: Aquestes ulleres han estat desenvolupades per les companyies HTC i Valve i són, actualment les úniques d'aquest sector que podran ser utilitzades sense cable gràcies a un sistema desenvolupat per TPCAST. Tanmateix, és l'opció més cara de totes, ja que és la que millor tecnologia aporta.[78]
- Playstation VR: Anteriorment, aquest dispositiu que actua com a accessori de la Playstation 4 es coneixia com a Project Morpheus. No és el més potent, ja que els directius de Sony volien que fos un complement més de la seva consola principal en lloc de ser una consola en si i, per tant, van haver de reduir la seva potència per poder ser suportada i funcional.
- Oculus Rift: Aquest va ser un dels enginys pioners en el sector de la Realitat Virtual en el món dels videojocs. La seva companyia, Oculus VR, va llençar el projecte en la web de Kickstarter per poder recaptar els diners suficients i avançar-hi, això va resultar en un èxit total, ja que els usuaris s'hi van interessar molt i hi van contribuir.

### Cinema
La idea de trencar la barrera entre la pantalla i l'espectador no és nova. Buster Keaton, el 1924, va fer que el seu personatge Sherlock Jr. penetrés a la pantalla rodant l'escena des d'un pla general. Anys més tard, Woody Allen amb la seva pel·lícula La Rosa Púrpura del Cairo va fer que els seus personatges entressin i sortissin de la pantalla indistintament. Aquesta es pot considerar la primera vegada en què s'ha plantejat trencar aquesta barrera. No obstant, la idea de trencar la barrera entre el món real i l'imaginari s'està portant a poc a poc a la realitat. Gràcies a la realitat virtual és possible viure experiències immersives on poder submergir-se completament en un escenari artificial.
El cinema amb la realitat virtual encara està en un període de proves. Podria ser que, igual que la primera pel·lícula en 3D (cinema 3D) emesa el 1953 Man in the Dark, que va tenir molt mala rebuda, la idea de cinema RV no agradi. Aquesta nova manera de veure i viure el cinema suposa un canvi radical tan per l'espectador com pels productors de les pel·lícules, sobretot pel que fa la narrativa i a l'hora de plantejar-se com gravar els plans i les escenes, ja que l'espectador podria girar el cap a dreta i esquerra mirant espais que podrien semblar secundaris. El director no podria controlar el focus de la mirada exclusivament cap on ell volgués, per tant caldria que treballés tots els espais.
El primer cinema en tenir aquesta tecnologia és Amsterdam VR Cine, que el març del 2017 va inaugurar la primera sala de cine RV. És una sala on hi ha unes butaques giratòries i no hi ha una pantalla gegant. El que hi ha són unes ulleres de realitat virtual Samsung Gear i uns auriculars, que completen el material necessari per viure l'experiència, que té un preu de 12,50 €. Uns mesos més tard, a París també començava una empresa, Pickup VR Cinema, que s'apuntava al cinema RV. L'empresa IMAX va inaugurar una instal·lació de 14 espais diferents per veure clips de pel·lícules o curtmetratges ja estrenats, de cinema en VR, a Los Ángeles. Els japonesos també s'han volgut incorporar a la novetat del cinema de realitat virtual. El primer cinema està ubicat a Tokio, als cinemes Shinjuku Wald 9. Una de les pel·lícules que s'hi podrà veure és Evangelion: Another Impact (2015) de Hideaki Anno. El cost de les entrades serà de 1.500 yens, que equivalen a 12 €.
El 2018, s'instaura el primer cinema de realitat virtual a Espanya (Espacio VR) en col·laboració amb Zinema XR, a Madrid, concretament al Círculo de las Bellas Artes. Fa projeccions cada 30' de dilluns a diumenge, i costa 5 € l'entrada. La programació canvia cada tres mesos gràcies a Dark Corner Studios, una gran productora de continguts immersius de diferents gèneres. Algunes de les projeccions que s'han vist o es poden veure actualment són: Leggenda 360, My Africa, Invasión, The Spacewalker, Night Night o Catatonic..

### Televisió
Gran part de la producció digital actual combina les imatges captades per les càmeres de televisió i tota mena d’efectes especials. Trobem des de petits retocs en les imatges fins a la generació de noves imatges i elements que es barregen amb les imatges gravades per la càmera.
Aquests gràfics generats per ordinador són una forma, molt més econòmica que la tradicional, de donar llibertat creativa a les produccions i aconseguir continguts més actualitzats i originals. Reben el nom de tecnologies VRTV i aporten una gran quantitat d’eines als equips de producció per innovar.
Podem distingir 3 tecnologies VRTV (Virtual Reality Television) diferents:
- Escenografia virtual. Consisteix en la creació d'escenaris generats per ordinador en temps real. Permet evitar totes les limitacions de la construcció d'escenografies físiques, com poden ser el cost o les limitacions d'espai, i dona una llibertat creativa total. Per una banda, es poden crear escenaes completament digitals on la càmera navega de forma lliure mostrant tota l'escena. Per aconseguir coordinar en temps real la càmera amb la seva posició en l'escena virtual es fa servir tecnologia de reconeixement òptic o codificadors. Per altra banda, també es poden combinar escenes virtuals amb actors i elements reals. Això és realitza fent servir el croma. D'aquesta manera és disposen els objectes reals es disposen sobre un fons de croma blau, on els actors i actrius es poden moure lliurement, i des del quadre de control s'afegeixen els elements virtuals de l'esceografia.[85]
- Caràcters virtuals. Es tracta de la generació per ordinador de personatges o objectes animats interactius a través de la captació en directe del moviment de l'actor. Són figures 3D renderitzades en tems real que poden incloures en una escenografia també virtual o ineractual amb elements i actors reals. Per a la capturació del moviment que es desitja induir al caràcter virtual, generalment, és fan servir sensors magnètics, marcadors reflectius òptics i una alfombra sensibilitzada. A més, hi ha casos en que es captura fins i tot el moviment facial, moviments molt precisos de les mans, o el moviment dels llavis.[85]
- Gràfics en directe. Compren des de l'animació virtual de la informació meteorològica fins als gràfics dels resultats de les eleccions. Es tracta de la generació de gràfics 3D en temps real que es poden situal a qualsevol lloc de l'estudi. La generació en directe d'aquests permet anar rebent informació nova i anar actualitant els gràfics, com podria ser el cas dels resultats d'unes eleccions o la informació borsaria.[85]

### Patrimoni i Arqueologia
Pel que fa a zones de patrimoni mundial com ara els museus, la Realitat Virtual permet crear representacions immersives de les seves obres per als espectadors. A més, pel que fa a l'arqueologia, aquesta tecnologia ha permès representar situacions o localitzacions amb una gran exactitud, ja que en la naturalesa és força difícil recuperar el 100% dels jaciments o troballes.

### Disseny Urbà i Parcs Temàtics
En l'àmbit de l'edificació i planificació de vies de transport, comunicació i d'atraccions temàtiques, la Realitat Virtual ha estat molt útil, ja que ha aportat una millora pel que fa a la visualització dels projectes i a l'exactitud amb la qual es construeixen les vies, edificis, centres comercials. A més, aquesta tecnologia també permet experimentar atraccions de parcs temàtics com ara muntanyes russes. 

### Caritat
Societats benèfiques com ara UNICEF o WWF, estan començant a utilitzar la realitat virtual per tal d'influir més en els possibles contribuents i repartir el seu missatge d'una manera més contundent. Un exemple serien les vistes panoràmiques en 360° de Síria o contactes virtuals amb tigres al Nepal per concienciar sobre la perillositat. Tot això ha permès un augment dels beneficis en la caritat i els contribuents en projectes socials. 

### Gravació
Fa bastant poc, companyies com ara GoPro, Samsung o Nikon han desenvolupat i llançat a la venda càmeres de gravació de 360° que plataformes de vídeo online com ara Youtube han aprofitat afegint la visualització en 360°. Fins i tot, companyies de producció com Skybound han creat films dedicats a l'experiència de la realitat virtual com ara "Gone", amb la col·laboració de WEVR i Samsung Gear VR.

### Teràpia
Alguns terapeutes estan experimentant en fer superar fòbies als pacients mitjançant cascs de realitat virtual.
A Catalunya, la Generalitat ha implementat una nova tecnología anomenada VRespect.Me, desenvolupada per Virtual Bodyworks. La tecnología utilitza la realitat virtual per posar a homes condemnats per maltractament domèstic al lloc de una víctima, amb el objectiu de intentar provocar empatia.
La realitat virtual també serveix per a solucionar els problemes de dolor mandibular. En 2021, tres espanyols van crear un videojoc de realitat virtual per a ajudar a pacients amb aquesta classe de malaltia. A més, la realitat virtual també se ha usat per a solucionar els problemes de les persones per a parlar en públic.

### Política
Al any 2018, la Generalitat de Catalunya va crear un joc de realitat virtual anomenat Legends of Catalonia amb la intenció de promocionar el turisme. Aquesta va ser la primera vegada que un videojoc va ser utilitzar per un organisme públic.
El videojoc es protagonitzat per Carles Puyol i Saforcada, Edurne Pasaban Lizarribar i els germans Roca. El jugador ha de desbloquejar sis medalles, superant proves a diferents llocs de Catalunya: el Amfiteatre de Tarragona, la La Seu Vella de Lleida, Montserrat, Cadaqués, el Mercat de Sant Antoni i la Temple Expiatori de la Sagrada Família.
El joc es pot obtenir gratuïtament a la botiga en línea de PlayStation o a la plataforma Steam, i es pot descarregar en català, anglès o castellà.

### Salut
Avui dia, trobem diverses iniciatives que proposen la integració de la realitat virtual en diferents àmbits de la salut. L’ús d’aquests sistemes no només facilita la formació de professionals del sector, sinó que també cerca la comoditat dels pacients i l’optimització del treball dels sanitaris.
Al 2017, la plataforma educativa especialitzada en cirurgia AIS Channel va desenvolupar una aplicació mòbil anomenada VR Pacientes (VR Pacients) per reduir l’ansietat dels pacients abans de sotmetre's a una operació mitjançant una exposició graduada a l’experiència quirúrgica. L’ansietat preoperatòria està relacionada amb hospitalitzacions prolongades i algunes complicacions perioperatòries com poden ser la taquicàrdia, la pressió arterial elevada, arrítmies i trastorn d'estrès posttraumàtic. Gràcies a aquesta aplicació, els pacients poden viure l’experiència en un total d’11 etapes que van des de l’entrada a l’hospital, passant per quiròfan, fins a la sala de rehabilitació. Per fer-la servir, només s’ha de descarregar l’aplicació al mòbil i inserir aquest en unes ulleres de realitat virtual.
L’equip de Cirurgia Gastrointestinal de l'Hospital Clínic de Barcelona, [2] part d’AIS Channel i dirigit pel seu fundador Antonio de Lacy Fortuny, va dur a terme una prova pilot amb 10 persones (6 dones i 4 homes) i una mitjana d’edat de 56,8 anys. Un 20% dels participants anaven a sotmetre’s a una cirurgia en els següents dotze mesos i un 60% ja havien passat per quiròfan prèviament. Les conclusions van ser les següents: 
- Ansietat respecte a l’anestèsia: va disminuir en un 30%, es va mantenir en el 60% i va augmentar en un 10%.
- Ansietat respecte a la cirurgia: va disminuir en un 70%, es va mantenir en un 20% i va augmentar en un 10%.
- Ansietat mixta (anestèsia + cirurgia): va disminuir en un 70%, es va mantenir en un 20% i va augmentar en un 10%.

A més, el 80% dels pacients no necessitaven més informació sobre la intervenció després d’utilitzar l'aplicació de realitat virtual. Actualment, aquest sistema s’està aplicant a 17 centres hospitalaris europeus en diferents àmbits de cirurgia.

Un altre exemple de l’ús d’aquesta tecnologia és l’estudi col·laboratiu entre membres del King’s College de Londres, Brunel University i Imperial College London per trobar la manera de generar una experiència molt més suportable per aquells que es sotmeten a una ressonància magnètica cerebral. A causa de l’entorn claustrofòbic i sorollós de l'escàner, molts pacients pateixen estrès abans i durant el procediment, en especial els nens i persones amb dificultats cognitives. Publicada el 2021, aquesta proposta es basa en un sistema de realitat virtual immersiva que utilitza el seguiment d’ulls per controlar i interactuar amb les imatges, fent que el pacient oblidi que és a dins d’una ressonància magnètica i, en conseqüència, alleujant l’ansietat.
Quan arriba el pacient, es situa sobre la taula i es posiciona la bobina com una ressonància magnètica cerebral habitual. Després, se li col·loquen uns taps d’oïda i uns auriculars de cancel·lació de so amb micròfon incorporat (OptoActive II). Per acabar, es posa un HMD (de l’anglès head-mounted display) de realitat virtual que encaixa a la perfecció damunt de la bobina. La peça principal del HMD està impresa en 3D a partir d’un plàstic d’àcid acrílic i polilàctic que tanca completament la visió del pacient. En el cas del prototip, està dissenyada per una bobina de 32 elements d’un sistema Philips Achieva 3T.
Una vegada s’ha posicionat el HMD, comencen a reproduir-se les imatges fins que acaba la ressonància magnètica. Darrere de la bobina es troba un projector (SV-800 MR-Mini) compatible amb ressonàncies magnètiques que s’encarrega de projectar el vídeo, videojoc o videotrucada cap al HMD. La llum passa per una pantalla difusora en la part superior del HMD i el pacient veu les imatges al reflector acrílic platejat de dins. Uns mil·límetres a sota del reflector hi ha dues càmeres amb objectius de 6mm (12 M-I), també compatibles amb ressonàncies magnètiques, que fan un seguiment dels ulls. Tot està connectat per cables de fibra òptica amb la sala de control. El professional de la sala té accés a les càmeres del HMD, a una càmera general de la sala de l'escàner i a una càmera dins de la pròpia sala de control per si el pacient vol fer una videotrucada amb el seu acompanyant.

## Fonaments conceptuals

### Aportacions des de lafilosofia
Filòsofs com Pierre Lévy, han assenyalat l'existència de diferents nivells de virtualitat, a partir de la dimensió bidimensional/tridimensional i la seva relació amb la realitat. La classificació d'aquest autor estableix un continu que va des dels aspectes amb una menor virtualitat com els imaginaris o els il·lusoris, passant per nivells bidimensionals, fins a arribar a les possibilitats que ofereix la virtualitat tridimensional en la seva relació de semblança amb el fet real.

#### Nivells de virtualitat
- Força 0: Entès com allò que és fals, il·lusori, irreal o imaginari; que coneixem que és una invenció. Anar de vacances a mart.
- Força 1: Virtualitat en el sentit filosòfic. Una llavor és un arbre virtualment.
- Força 2: S'origina en una descripció numèrica dins d'una memòria informàtica que desemboca en una imatge en una pantalla que s'actualitza a temps real. Alguns exemples són els programes d'ordinador com les bases de dades, el tractament de textos, continguts d'internet...
- Força 3: L'usuari és capaç de crear un món virtual, tot dissenyant personatges per aconseguir una imatge d'ell mateix i de la seva situació. Cada comportament de la persona modifica el món virtual i la seva imatge d'aquest. L'exemple més flamant serien els videojocs.
- Força 4: La més alta. Representa la realitat virtual en el sentit més intens, designa un tipus d'interacció particular de simulació interactiva, en la que l'explorador té la sensació física d'estar immers en la situació definida per una base de dades. L'efecte de la immersió sensorial s'obté mitjançant l'ús de diferents aparells electrònics que envien inputs sensorials (cascs, guants amb sensors, roba assistida per ordinador...).[102]

### Conceptes real/irreal
La realitat virtual ha eliminat la frontera existent entre realitat i irrealitat. No es tracta en aquest cas de la impossibilitat de separació entre el fet real i allò que no ho és, sinó la difusió dels límits que els separen. L'àmplia varietat de possibilitats que aquesta ofereix, ha facilitat l'establiment d'un estatus de realitat, sustentat fonamentalment en tres aspectes:
- La RV és compartida: La navegació per escenaris virtuals, gairebé sempre s'emmarca en actes col·lectius, realitzats amb altres persones no de forma física però si percebuda, i sentida com a quelcom realitzat conjuntament amb altres.
- La RV conviu amb el món físic: Turkle, realitza múltiples entrevistes a usuaris que viuen la RV de forma quotidiana i troba que en molts casos la vida real és definida com a “una finestra més... però no la millor”. Realitat i virtualitat, es converteixen en experiències que s'enriqueixen mútuament.[103]
- La RV s'assembla a la producció artística: En la RV, es pot manipular tot objecte segons la intuïció del creador/a, el resultat es pot apreciar i valorar com si es tractés d'una obra d'art. Es creen mons i realitats a partir de paràmetres purament plàstics buscant el gaudi de l'usuari.

Les persones poden viure en la RV de manera que les vivències depenen totalment de les simulacions que aquesta realitat els pot oferir. D'aquesta manera es dona que la RV pugui desafiar la dicotomia real-irreal. La RV no existeix en el món físic i material però així i tot existeix en la mesura que l'estem anomenant, ja que li donem l'status de realitat.

### Conceptes presència, immersió i navegació
En termes generals, la presència es defineix com "el fet o condició d'estar present; l'estat d'estar amb o en el mateix lloc que una persona o cosa; assistència, companyia, societat o associació", encara que la presència també té significats diferents. A principis de la dècada de 1990, el terme presència s'usava cada vegada més per descriure l'experiència subjectiva dels participants en un entorn virtual. Una definició que es fa servir amb més freqüència per a entorns virtualment generats és la d' "estar en un lloc o entorn, fins i tot quan un es troba físicament en un altre", o més breument, "ser-hi".
En contrast amb la presència, la immersió generalment es defineix com una característica quantificable de sistema, que descriu la capacitat d'un sistema per mostrar un entorn generat artificialment de manera que s'aproximi a l'experiència real.
Els mètodes immersius de RV amb freqüència es lliguen a un ambient tridimensional creat per computadora el qual es manipula a través de diferents dispositius perifèrics que capturen la posició i rotació de diferents parts del cos humà. Un tipus molt conegut de RV immersiva és la RA (realitat augmentada) que genera els estímuls en temps reals per a la interacció persona-ordinador, però aquests estímuls són sobreposats, mitjançant complexos sistemes de visualització o sonorització, sobre l'entorn físic de l'usuari; és per això que es diu que aquests estímuls augmenten l'entorn físic. També ho és la RM (realitat mixta), en la qual l'experiència virtual no solament pot generar i permetre la interacció amb els elements virtuals, si no no que, mitjançant sistemes de sensors especials, també pot permetre que objectes físics de l'entorn immediat de l'usuari serveixin com a elements d'interacció en l'experiència.
Aquests aspectes i pràctiques anteriors tindrien relació amb els nivells més alts de virtualitat exposats per Lévy. La realitat virtual no immersiva també utilitza l'ordinador i es val de mitjans com el que actualment ens ofereix Internet, en el qual podem interaccionar en temps real amb diferents persones en espais i ambients que en realitat no existeixen sense la necessitat de dispositius addicionals a l'ordinador. Ens acostem en aquest cas a la navegació, a través de la qual oferim al subjecte la possibilitat d'experimentar (moure's, desplaçar-se, sentir) determinats espais, mons, llocs, com si es trobés en ells. La seva força de virtualitat correspondria amb nivells mitjans de la classificació de Lévy. 

## Repercussions

### Afectacions a lasalut
L'arribada de la Realitat Virtual ha portat una nova malaltia que ha rebut el nom de cybersickness. Aquesta es produeix quan una persona s'exposa a un entorn virtual i desemboca en malestar general, mal de cap i de panxa, nàusees, mareig, fatiga, desorientació i apatia. Això pot ser causat per l'anomenada il·lusió self motion, on es té la sensació de que el cos està en moviment sense estar-ho realment. Un dels àmbits en el que més treballen els creadors d'aquesta tecnologia és la suavització de l'experiència de l'usuari per tal de no patir marejos al llarg de l'ús d'un artefacte de Realitat Virtual.

### Implicacions ètiques

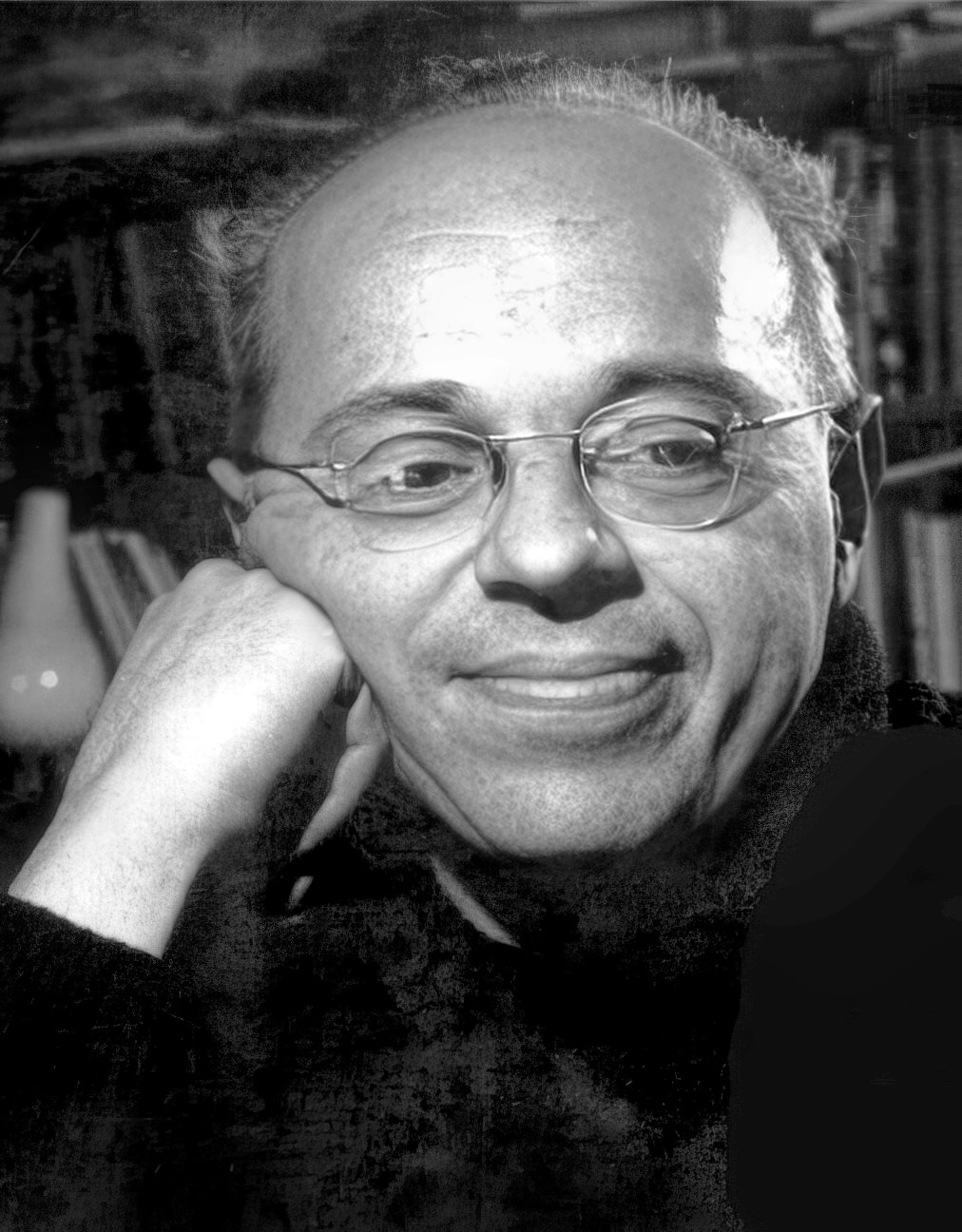
Stanisław Lem va ser uns dels escritors de ciència-ficció precursors del concepte de realitat virtual.

L'ús de la realitat virtual està subjecte a debat ètic, i aquest augmentarà a causa que l'abaratiment dels costos està permeten la difusió massiva en entorns domèstics, on les seves conseqüències, tot i ser previsibles, seran difícils d'avaluar.
Una de les preocupacions d’ordre ètic derivada de l’utilització de la realitat virtual es la vulnerabilitat de la privacitat de l’usuari. El seguiment persistent que requereixen tots els sistemes de la realitat virtual fa que la tecnologia sigui especialment útil per a la vigilància a gran escala i sigui vulnerable a aquesta.
Si s’arriba a desenvolupar suficientment perquè arribi a esdevenir una segona vida, podria ser emprada per actuar de manera poc ètica, i es podria arribar a crear un estat de confusió constant i deixar de diferenciar allò que és real i el que no ho és.

### Influència a les arts i a la ficció
Artícle principal: Art virtual
La realitat virtual a exercit una considerable influència l’art contemporani. En el seu llibre From Technological to Virtual Art, Frank Popper assenyala el desenvolupament del nou mitjà d'art, immersiu i interactiu des dels seus començaments en antecedents històrics fins a l'art digital del moment, art en computadora, art cibernètic, multimèdia i net art. Popper demostra que l'art virtual contemporani és un avanç més refinat de l'art tecnològic de finals del segle xx, com també una branca del mateix. El que és destacable en aquest nou mitjà d'art, en la seva opinió, és la humanització de la tecnologia, a més de l'èmfasi assolida en l'interactivitat amb els usuaris, les seves recerques filosòfiques del que és real i virtual, així com la seva naturalesa multisensorial.
També ha sigut un tema recurrent a la ciència-ficció, tant en literatura com al cinema o la televisió. El concepte de realitat virtual es va popularitzar als mitjans de comunicació de masses per pel·lícules com Tron (1982), Brainstorm (1983) o The Lawnmower Man (1993). Prèviament molts contes i novel·les ja havien imaginat personatges atrapats o que entren en alguna mena de realitat virtual. Per exemple a la història de Stanisław Lem de 1961 I (Profesor Corcoran) un científic que crea una sèrie de persones simulades per ordinador que viuen en un món virtual.